# Roberto Cañedo
Roberto Cañedo Ramírez (Guadalajara, Jalisco, 30 de marzo de 1918-Ciudad de México, 16 de junio de 1998) fue un actor mexicano.

## Biografía y carrera
Hijo de Ignacio Cañedo Íñiguez y de Carmen Ramírez Llamas; hermano de Ignacio, de Celia y de Juan de Dios, tuvo diferentes oficios como mecánico electricista y radiotécnico, luego trabajó como hotelero. Se radicó en México, D.F., en 1936, trabajando como mesero en un restaurante al que asistía gente ligada al cine, relacionándose con personas importantes, y más tarde logró introducirse en el ambiente artístico. Dos años después debutó en el cine como extra y bailarín en la película Capitán aventurero, en 1938. Durante 11 años realizó pequeños personajes en 138 películas. Debutó en el teatro en la obra Entre hermanos, el 30 de septiembre de 1943. Causó furor como protagonista de radionovelas a partir de su debut en 1944, destacando en producciones como Corona de lágrimas junto a Prudencia Grifell; Borrascas de ilusión, Tuya hasta la muerte, La Familia Barret y Camaradas errantes. Trabajó en plano estelar en las radioemisoras XEX, XEQ y XEOY-AM, acompañado por actrices como Blanca Estela Pavón, Rosa de Castilla y María Victoria. En 1949, el director Emilio Fernández le dio la oportunidad de interpretar un personaje estelar en la película Pueblerina. Entre 1949 y 1951 incursionó en el canto, siendo contratado por la radioemisora XEX. Fue pionero de la televisión mexicana al participar en los Teleteatros Ford; a principios del decenio de 1960 comenzó a trabajar en telenovelas. Durante esa década participó en la segunda etapa gloriosa de las radionovelas de la XEW. Se casó por primera vez con Nellie Valencia, con quien procreó tres hijos: Roberto, Francisco y Silvia. El matrimonio terminó en divorcio. Se casó luego con Ana María Padilla, y procrearon tres hijas, 
Sandra Alicia, Laura Anabelle y Claudia Gisela. Fuera de su faceta como actor, tenía talento como inventor. Algunos de sus inventos fueron: el cine a la luz del día, el papel carbón, el tabique ligero, el plato desechable para alimentos y el álbum de hojas con adhesivo.

### Muerte
Murió el 16 de junio de 1998 en la Ciudad de México, a consecuencia de un infarto cardíaco a los 80 años de edad. Sus cenizas se depositaron en la Iglesia de la Esperanza, en el Pedregal de San Ángel, en la Ciudad de México.

## Filmografía

### Telenovelas
- Entre la vida y la muerte (1993) .... Rolando Trejos
- Milagro y magia (1991) .... Serafín
- Madres egoístas (1991) .... Joaquín Urióstegui
- Soledad (1980-1981) .... Bernardo Pertierra
- La venganza (1977) .... Alejandro Balmaceda
- Secreto de confesión (1965) .... Jorge
- Penumbra (1965)
- Elena (1961)
- Culpas ajenas (1961)
- Gabriela (1960)
- Un amor en la sombra (1960)
- Mi amor frente al pasado (1960)

### Películas
- Atrapados en la coca (1990)
- Ladrones de Tumbas (1989)
- El sacerdote (1989)
- Lo negro del negro (1987)
- El sinaloense (1985)
- El criminal (1983)
- El extraño hijo del Sheriff (1982)
- El mil usos (1981) Licenciado en el juzgado del reclusorio
- El gatillo de la muerte (1980)
- El hombre sin miedo (1980)
- Pistoleros famosos (1980)
- México Norte (1979)
- El arracadas (1978) Dr. Landeros
- Santo vs. la hija de Frankenstein (1971) Doctor Yanco
- Ángeles y querubines (1971) Don Jacobo Marroquín
- Rosas blancas para mi hermana negra (1970)
- La mentira (1970) Teodoro Castelo Blanco
- La muñeca perversa (1969) Federico Rovelo[3]
- María Isabel (1968) Rogelio
- La Mujer Murciélago (1968) Doctor Eric Williams
- El cuerpazo del delito (1968) Tío de Enrique (episodio "La seductora")
- Mariana (1967) Don Manuel
- Pedro Páramo (1967)
- 5 de chocolate y 1 de fresa (1967) Salvador Montesinos
- Damiana y los hombres (1967) Don Jorge de la Barrera
- Los perversos (1967) Ramón
- El derecho de nacer (1966) Alfredo
- Lanza tus penas al viento (1966) Don Emilio
- Juventud sin ley (Rebeldes a go go) (1966) Ramón
- El hombre propone... (1965)
- La duquesa diabólica (1964)
- Santo contra el espectro (El espectro del estrangulador) (1963) El estrangulador
- Santo vs. el estrangulador (1963) El estrangulador
- Milagros de San Martín de Porres (1963) . Alberto Robles
- Una joven de 16 años (1962) Eduardo
- La edad de la inocencia (1962) Emilio Mauri
- Muchachas que trabajan (1961) Lic. Rafael Solari
- Azahares rojos (1961) Federico de la Cadena
- El fistol del diablo (1961)
- La sombra del caudillo (1960) Presidente de la cámara de diputados
- Ellas también son rebeldes (1959) Javier de Montalbán
- La fièvre monte à El Pao (1959) Coronel Olivares (coproducción con Francia)
- Quinceañera (1958) Esteban de la Barrera
- Mujer en condominio (1958) Tony el chofer
- El diario de mi madre (1958)  Enrique
- La Diana cazadora (1956) Julián Sanromán
- Fuerza de los humildes (1955)
- Borrasca en las almas (1954)
- Yo no creo en los hombres (1954) Roberto Pérez (coproducción con Cuba)
- Pueblo, canto y esperanza (1954) Rodrigo Torres (episodio colombiano)
- Y mañana serán mujeres (1954) doctor Pablo Mendizábal
- Mujer o fiera (1954)
- La rosa blanca (Momentos de la vida de Martí) (1953) José Martí (coproducción con Cuba)
- Reportaje (1953) Humberto, reportero
- Cuarto de hotel (1953) Miguel Barrera
- Nunca es tarde para amar (1953)
- Los dineros del diablo (1952) Manuel Olea
- Mujeres sacrificadas (El recuerdo del otro) (1952) Octavio
- Linda mujer (Yo soy Mexicano de acá de este lado) (1952) Jorge Pulido
- No niego mi pasado (1952) Octavio
- Lluvia de estrellas (1951) participación
- Negro es mi color (1951) Fernando Acuña
- Pecado (1950) Miguel Robledo
- Crimen y castigo (1950) Ramón Bernal
- La malquerida (1949) Faustino
- La casa chica (1949) doctor Fernando Mendoza
- Flor sin retoño (1949) Jorge Gonzales
- Una mujer con pasado (La Venus Azteca) (1949) Miguel
- Pueblerina (1948) Aurelio Rodríguez
- Salón México (1948) Roberto
- Gángsters contra charros (1948) Julio
- Si Adelita se fuera con otro (1948) Luis
- Maclovia (1948) Teniente Ocampo
- El reino de los gángsters (1947) Carlos
- Río Escondido (1947) ayudante de la presidencia
- Yo soy tu padre (1947) Fernando
- Hermoso ideal (1947) legionario
- Hijos de la mala vida (1946) Rodolfo
- La fuerza de la sangre (1946) capitán
- Los nietos de don Venancio (1945) Luis
- Campeón sin corona (1945) Ordóñez
- Una virgen moderna (1945) Ramón
- Guadalajara pues (1945) Vicente
- Flor de durazno (1945) cliente de la cantina
- Rosa del Caribe (1944) cargador
- Bugambilia (1944) Alberto, el poeta
- Su gran ilusión (1944) Adolfo Contreras
- Toda una vida (1945) novio de Beatriz
- Un beso en la noche (1944) ingeniero
- ¡Me ha besado un hombre! (1944) maître
- El capitán Malacara (1944) Manuel
- El gran Makakikus (1944) Marcos
- La hora de la verdad (1944) doctor
- Amok (1944) extra
- La mujer que engañamos (1944) Eduardo hijo
- Asesinato en los estudios (1944) camarógrafo
- Los hijos de don Venancio (1944) Luis
- Gran Hotel (1944) cliente del cabaret
- Cadetes de la naval (1944) extra
- La sombra de Chucho el Roto (1944) periodista
- El amor de los amores (1944) extra
- Rosa de las nieves (1944) Gerardo de Altamira
- El abanico de Lady Windermere (1944) Galán de Margarita
- Imprudencia (1944) extra
- Toros, amor y gloria (1943) Cronista de toros
- Murallas de pasión (1943) extra
- El rosario (1943) extra
- Adulterio (1943) Carlos Pulido
- Así son ellas (1943) extra
- México de mis recuerdos (1943) Teniente González
- Una gitana en México (1943) extra
- Tribunal de justicia (1943) periodista
- La mujer sin alma (1943) extra
- El sombrero de tres picos (El amor de las casadas) (1943) Cura joven
- El rebelde (Romance de antaño) (1943) extra
- La dama de las camelias (1943) extra
- Una carta de amor (1943) Capitán Robles, liberal
- Ojos negros (1943) extra
- San Francisco de Asís (1943) Manuel
- Yo soy usted (1943) extra
- La hija del cielo (El final de Norma) (1943) extra
- Mi reino por un torero (1943) extra
- No matarás (1943) extra
- El hombre de la máscara de hierro (1943) Aramís
- El Ametralladora (1943) extra
- Los miserables (1943) extra
- Tentación (1943) extra
- Doña Bárbara (1943) extra
- La mujer sin cabeza (1943) extra
- De New York a Huipanguillo (1943) extra
- Santa (1943) extra
- El jorobado (1943) extra
- Cristóbal Colón (La grandeza de América) (1943) extra
- Noche de ronda (1942) extra
- El padre Morelos (1942) extra
- María Eugenia (1942) extra
- La razón de la culpa (1942) extra
- La virgen que forjó una patria (1942) extra
- Lo que sólo un hombre puede sufrir (1942) extra
- El peñón de las Ánimas (1942) mariachi
- Espionaje en el Golfo (1942) extra
- Maravilla del toreo (1942) extra
- La virgen morena (1942) extra
- Yo bailé con don Porfirio (1942) extra
- Yolanda (Brindis al amor) (1942) extra
- El verdugo de Sevilla (1942) extra
- Dulce madre mía (1942) extra
- Secreto eterno (Corazón de mujer) (1942) extra
- La feria de las flores (1942) extra
- Así se quiere en Jalisco (1942) extra
- Los tres mosqueteros (1942) extra número 41/afeminado
- La leyenda del bandido (1942) extra
- El misterioso señor Marquina (Ladrón de etiqueta) (1942) extra
- El ángel negro (1942) extra
- Historia de un gran amor (1942) extra
- Dos corazones y un tango (1942) extra
- Esa mujer es la mía (1942) extra
- Casa de mujeres (1942) extra
- Cuando viajan las estrellas (1942) extra
- Caballería del imperio (1942) extra
- Las cinco noches de Adán (1942) cantante
- Jesús de Nazareth (1942) guardia
- Simón Bolívar (1942) extra
- My Friend Bonito (Mi amigo Bonito) (1941) extra (producción estadounidense) (inconclusa)
- Unidos por el eje (1941) extra
- Águila Roja (1941) extra
- La canción del plateado (1941) extra
- La isla de la Pasión (Clipperton) (1941) extra
- Seda, sangre y sol (1941) extra
- El conde de Montecristo (1941) extra
- Virgen de medianoche (El imperio del hampa) (1941) extra
- Carnaval en el trópico (1941) extra
- La venganza del Charro Negro (1941) extra
- Mil estudiantes y una muchacha (1941) extra
- Allá en el bajío (1941) extra
- La gallina clueca (1941) extra
- Dos mexicanos en Sevilla (1941) extra
- Del rancho a la capital (1941) extra
- El barbero prodigioso (1941) extra
- El gendarme desconocido (1941) extra
- La liga de las canciones (1941) extra
- ¡Ay Jalisco, no te rajes! (1941) extra
- Flor de fango (1941) extra
- La epopeya del camino (1941) extra
- El Zorro de Jalisco (1940) extra
- El insurgente (1940) extra
- Mala yerba (1940) extra
- El Charro Negro (1940) extra
- En tiempos de don Porfirio (1939) extra
- El gavilán (1939) extra
- La canción del huérfano (1939) extra
- El capitán aventurero (Don Gil de Alcalá) (1938) extra y bailarín
- El cobarde (1938) extra